# Canottaggio ai Giochi della XVII Olimpiade - Singolo maschile
La competizione del singolo maschile dei Giochi della XVIII Olimpiade si è svolta dal 30 agosto al 3 settembre 1960 al bacino del Lago Albano a Castel Gandolfo.

## Programma
| Data              | Round      | Note                                           |
| ----------------- | ---------- | ---------------------------------------------- |
| 30 agosto 1960    | 3 Batterie | I vincitori in finale. I restanti ai recuperi. |
| 1º settembre 1960 | 3 Recuperi | I vincitori in finale.                         |
| 3 settembre 1960  | Finale     |                                                |

## Risultati

### Batterie
| Pos. | Atleta         | Nazione       | Tempo   |
| ---- | -------------- | ------------- | ------- |
| 1    | James Roy Hill | Nuova Zelanda | 7'19"64 |
| 2    | Achim Hill     | Germania      | 7'23"55 |
| 3    | Harry Parker   | Stati Uniti   | 7'26"88 |
| 4    | David Meineke  | Sudafrica     | 7'37"11 |
| 5    | Julio López    | Spagna        | 8'13"94 |

| Pos. | Atleta           | Nazione          | Tempo   |
| ---- | ---------------- | ---------------- | ------- |
| 1    | Vjačeslav Ivanov | Unione Sovietica | 7'22"20 |
| 2    | Lex Redelé       | Paesi Bassi      | 7'32"24 |
| 3    | Teodor Kocerka   | Polonia          | 7'33"38 |
| 4    | Hugo Waser       | Svizzera         | 7'34"67 |

| Pos. | Atleta            | Nazione       | Tempo   |
| ---- | ----------------- | ------------- | ------- |
| 1    | Savino Rebek      | Italia        | 7'29"58 |
| 2    | Jorma Kortelainen | Finlandia     | 7'39"51 |
| 3    | Horst Fink        | Austria       | 7'43"53 |
| 4    | Sidney Rand       | Gran Bretagna | 7'46"98 |

### Recuperi
| Pos. | Atleta      | Nazione  | Tempo   |
| ---- | ----------- | -------- | ------- |
| 1    | Achim Hill  | Germania | 7'31"04 |
| 2    | Hugo Waser  | Svizzera | 7'42"00 |
| 3    | Horst Fink  | Austria  | 7'47"09 |
| 4    | Julio López | Spagna   | 8'11"40 |

| Pos. | Atleta       | Nazione       | Tempo   |
| ---- | ------------ | ------------- | ------- |
| 1    | Harry Parker | Stati Uniti   | 7'29"86 |
| 2    | Lex Redelé   | Paesi Bassi   | 7'32"93 |
| 3    | Sidney Rand  | Gran Bretagna | 7'50"31 |

| Pos. | Atleta            | Nazione   | Tempo   |
| ---- | ----------------- | --------- | ------- |
| 1    | Teodor Kocerka    | Polonia   | 7'24"31 |
| 2    | Jorma Kortelainen | Finlandia | 7'32"95 |
| 3    | David Meineke     | Sudafrica | 7'37"94 |

### Finale
| Pos.    | Atleta           | Nazione          | Tempo   |
| ------- | ---------------- | ---------------- | ------- |
| Oro     | Vjačeslav Ivanov | Unione Sovietica | 7'13"96 |
| Argento | Achim Hill       | Germania         | 7'20"21 |
| Bronzo  | Teodor Kocerka   | Polonia          | 7'21"26 |
| 4       | James Roy Hill   | Nuova Zelanda    | 7'23"98 |
| 5       | Harry Parker     | Stati Uniti      | 7'29"26 |
| 6       | Savino Rebek     | Italia           | 7'31"09 |